# Paperina
Paperina (in inglese Daisy Duck) è un personaggio dei cartoni animati e dei fumetti della Disney.
È una papera bianca antropomorfa, fidanzata di Paperino e migliore amica di Minni.
Ha esordito nel cortometraggio Paperino e l'appuntamento (Mr. Duck Steps Out) diretto da Jack King e distribuito il 7 giugno 1940 e successivamente è comparsa nella serie di strisce a fumetti dedicate a Paperino dal 4 novembre 1940 per opera del disegnatore Al Taliaferro e dello sceneggiatore Bob Karp. È apparsa come protagonista o comprimaria in migliaia di storie a fumetti realizzate in vari paesi del mondo.

## Aspetto e caratteristiche
Paperina è una papera bianca antropomorfa identica a Paperino - piumaggio bianco, corto becco arancione, piedi palmati - da cui si distingue però per le lunghe ciglia e l'abbigliamento femminile, con il grande fiocco in testa tipico delle eroine Disney, una camicetta con maniche a palloncino, mutandine di pizzo, grandi scarpe con il tacco e a volte un braccialetto al polso; il suo abbigliamento è rimasto pressoché invariato dalla sua prima apparizione. Nell'animazione veste abitualmente di viola e rosa, mentre nei fumetti i suoi colori sono rosso e nero, con scarpe gialle.
Poco si sa della famiglia di Paperina: figlia di Pa Duck e Ma Duck - che compaiono solo nel succitato cortometraggio Fiori d'arancio per Paperino (in cui risulta però stranamente sorella maggiore di Qui, Quo, Qua) - ha una sorella, Matilde, madre di Emy, Ely, Evy che abita a Borgo Cigno, mentre gli altri parenti conosciuti sono quelli di Paperino, per lei acquisiti; in particolare ha un ottimo rapporto con la nonna, Elvira Papera (Grandma Elviry Duck). 
Fin dalle sue prime apparizioni, mostra una forte affinità con Paperino e gli è devota nello stesso modo in cui lui stesso è devoto a lei, ma sovente viene corteggiata anche dal di lui cugino Gastone Paperone.
Oltre al suo amore per Paperino, Paperina dimostra di essere anche più sofisticata e intelligente di lui. È spesso frustrata per la sua immaturità, e di conseguenza la loro relazione occasionalmente ha una natura di continuo, in particolare nei fumetti. La stessa Paperina a volte mostra un carattere irascibile come Paperino, ma ha un autocontrollo molto maggiore (in rare occasioni arriva a furie distruttive). Solitamente Paperina dimostra di essere una fidanzata amorevole per Paperino e ha fiducia in lui, ma con la tendenza a brontolare nel tentativo di cambiare in meglio il comportamento di Paperino. Con il passare del tempo, in particolare nella serie House of Mouse - Il Topoclub, a volte viene caratterizzata come invadente, loquace e fieramente determinata (può essere molto competitiva, cogliendo ogni opportunità per esibirsi sul palco), ma anche abbastanza matura quando necessario, cercando il modo migliore per scusarsi dopo aver esagerato. È anche un personaggio glamour, amante del divertimento e della moda.
Abita da sola a Paperopoli in una villetta suburbana con giardino, simile a quella degli altri personaggi; è priva di una professione precisa, come molti personaggi Disney, e talvolta svolge mansioni di segretaria, addetta di redazione del Papersera (il quotidiano dello zio Paperon de' Paperoni) o di inviata televisiva. Si impegna in svariate attività filantropiche ed è presidentessa di un circolo di sole donne. Le sue amiche del cuore, che frequenta spesso per prendere un tè, fare gossip o organizzare eventi di beneficenza, sono Clarabella (a volte residente a Paperopoli), Chiquita (Clara Cluck), Brigitta McBridge, Miss Paperett, e talvolta anche Minni, anche se con questa, residente a Topolinia, si vede solo occasionalmente. Come il suo fidanzato anche Paperina ha un'identità segreta, Paperinika, sebbene compaia raramente in queste vesti; equipaggiata delle straordinarie invenzioni della sua amica femminista Genialina Edy Son, Paperinika è spesso in contrasto con la sua controparte maschile (Paperinik), di cui comunque è visibilmente invaghita.

## Genesi del personaggio
Una prima controparte femminile di Paperino, Donna Duck, apparve nel 1937 nel cortometraggio animato Paperino innamorato (Don Donald); ma, a parte l'aspetto e alcuni tratti caratteriali, si tratta di un personaggio ancora molto diverso da quella che sarà la caratterizzazione di Paperina: somiglia più che altro a una vera e propria versione femminile di Paperino, tanto più che la sua voce le è data da Clarence Nash, lo stesso doppiatore di Paperino. Donna Duck non doveva essere un personaggio ricorrente, almeno nell'idea originaria: si pensava di usarla in un paio di cortometraggi al massimo, ma Al Taliaferro, che nel frattempo curava le avventure a fumetti di Paperino, decise anni dopo di recuperare il personaggio di Donna Duck come rivale in amore di Paperina.
Una fidanzata di Paperino, considerata la primissima versione di Paperina, venne poi ideata da Carl Barks nel 1938 nello storyboard del corto Lost Prospectors, che però non venne mai messo in produzione.
Il personaggio di Paperina (Daisy Duck) esordisce tre anni dopo, nel corto animato Paperino e l'appuntamento (Mr. Duck Steps Out) del 7 giugno 1940 sotto la regia di Jack King, considerato suo creatore in quanto regista, su supervisione alla sceneggiatura di Carl Barks. L'idea di usarla come personaggio fisso viene dunque sancita, e Paperina approdò il 4 novembre 1940 nel mondo dei fumetti nelle strisce disegnate da Al Taliaferro. Insieme a Qui, Quo e Qua, Nonna Papera e Ciccio, Paperina divenne parte integrante del cast di comprimari nelle strisce quotidiane di Paperino; allo stesso modo, apparve sempre più spesso anche nei disegni animati.

## Paperina nell'animazione

Paperina nel cortometraggio di esordio Paperino e l'appuntamento (1940)

Se all'inizio Paperina fa solo sporadiche apparizioni nei cortometraggi di Paperino, a partire dal 1945 diventa una presenza abbastanza ricorrente e fidanzata fissa di quest'ultimo. I due vengono rappresentati come molto innamorati, ma la loro relazione è più movimentata rispetto a quella di Topolino e Minni, anche a causa del carattere burrascoso dei due paperi. Il rapporto sentimentale tra i due viene esplorato in cartoni come Paperino e la pazienza, Il sosia di Paperino (1946), e soprattutto il celebre Il dilemma di Paperino (1947), in cui una Paperina profondamente umana e fragile affronta l'improvvisa celebrità del fidanzato, che si dimentica di lei, cercando in tutti i modi di riconquistarlo.
A partire dal 1947, il personaggio viene messo di nuovo da parte lasciando spazio ai piccoli animaletti disturbatori di Paperino come Cip e Ciop, ma farà un'ultima memorabile apparizione in Fiori d'arancio per Paperino (1954), stavolta con un ruolo più ironico, cercando in tutti i modi di farsi sposare da Paperino per poi trasformarsi in una moglie capricciosa ed egoista.
Dopo quasi trenta anni di assenza dal grande schermo Paperina ritorna nel mediometraggio Canto di Natale di Topolino (1983) in cui interpreta Isabelle, l'amore giovanile di Ebenezer Scrooge. Nel 1988 compare in un cameo nel suo primo lungometraggio animato Chi ha incastrato Roger Rabbit?; la ritroviamo poi nell'iconico ruolo di fidanzata dello sfortunato papero in Fantasia 2000. Dagli anni novanta Paperina appare in alcune serie televisive di animazione.
Nei cartoni animati moderni indossa un abito viola e un fiocco rosa, con l'eccezione della serie televisiva Mickey Mouse Works, House of Mouse - Il Topoclub, dove ha un vestito blu e una coda di cavallo, e di Quack Pack - La banda dei paperi, in cui ha una permanente e indossa un vestito rosa.

## Paperina nei fumetti
Nelle strisce originarie Paperina era infatuata di Paperino ma appariva molto superficiale, adirandosi con lui quando non si dimostrava all'altezza delle sue aspettative; nei comic book Carl Barks la mostrò spesso ottusa e vanitosamente interessata alle avances di Gastone. Solo sul finire della sua carriera, Barks regala a Paperina qualche sporadico ruolo di rilievo come fedele compagna di Paperino, in Paperino e Paperina - Il marinaio antico-ma-non-troppo (1966) e Zio Paperone nella reggia della sirena (1967).
Nel 1954 la Dell Comics iniziò a pubblicare una serie di albi intitolata Daisy Duck's Diary, dove venivano raccontate avventure della protagonista dal punto di vista del suo diario personale. Questa serie di storie, originariamente ad opera di fumettisti come Dick Moores, Jack Bradbury, Tony Strobl e Barks, nel corso dei decenni è stata fatta propria da altre tradizioni del fumetto Disney europeo e sudamericano, con una produzione di storie ancora in corso e nota in italiano principalmente col titolo Dal diario di Paperina. In Italia negli anni 1990 ne fu pubblicato uno spin-off, Dai diari delle antenate, composto da parodie storiografiche le cui narratrici sono antenate di Paperina.
Dagli anni ottanta in poi, nelle storie pubblicate su Topolino, dopo avere ricevuto ruoli importanti nelle grandi parodie come Guerra e pace (1986) e Il mistero dei candelabri (1989) di Giovan Battista Carpi, soprattutto l'autrice Silvia Ziche l'ha resa protagonista insieme alle altre papere, in storie come Papere alla deriva (2007), Dove osano le papere (2012), Papere alla riscossa (2015) e Piccole grandi papere (del 2018, parodia di Piccole donne).
Paperina (insieme con Minni) è una delle due protagoniste della serie a fumetti, intitolata Minnie & Daisy - Spy Power, realizzata dagli autori Riccardo Pesce e Valentina Camerini sui disegni di Giada Perissinotto per Disney Publishing Worldwide. Nel 2022 è la protagonista della serie a fumetti Daisy e i misteri di Parigi, realizzata da Luca Blengino e Mirka Andolfo (liberamente ispirata alla serie televisiva anime giapponese Il Tulipano Nero - La Stella della Senna), in cui è una valorosa spadaccina mascherata, conosciuta come la Rosa di Parigi, al servizio della regina di Francia.

## Altri media

### Videogiochi
- Kingdom Hearts: nella serie di videogiochi Kingdom Hearts, Paperina (デイジーダック?, Deijī Dakku) è apparsa come la contessa del Castello Disney. Rimane in contatto con Paperino soprattutto in Kingdom Hearts II, quando si vedeva rimproverarlo. Ha inoltre compiuto un'apparizione nel prequel Kingdom Hearts Birth by Sleep nel mondo Disney, a fianco della regina Minni, Pluto, Cip, Ciop, Qui, Quo, Qua, Orazio Cavezza e Clarabella.
- Chi è PK?: nel videogioco Chi è PK?, Paperina è apparsa per un breve istante, assieme ai nipoti Qui, Quo e Qua, in un sogno del fidanzato, mentre dorme nella Ducklair Tower anziché stare sveglio in quanto custode della torre. E come sempre, anche in sogno, Paperina lo rimprovera.
- Disney Crossy Road.

## In altre lingue
- Arabo - زيزى
- Bulgaro - Дейзи Дък
- Ceco - Daisy
- Croato - Vlatka Patka
- Danese - Andersine And
- Estone - Daisy
- Fiammingo - Daisy Duck
- Finlandese - Iines Ankka
- Francese - Daisy
- Giapponese - デージーダック
- Greca - Νταίζυ Ντακ
- Indonesiano - Desi
- Inglese - Daisy Duck
- Islandese - Andrésína Önd
- Italiano - Paperina
- Lettone - Deizija
- Norvegese - Dolly Duck
- Olandese - Katrien Duck
- Polacco - Kaczka Daisy
- Portoghese - Margarida
- Russo - Дейзи Дак
- Sami - Silbon Vuojaš
- Serbo - Пата
- Spagnolo - Daisy
- Svedese - Kajsa Anka
- Tedesco - Daisy Duck
- Turco - Deyzi
- Ungherese - Daisy
- Vietnamita - Vịt Daisy